# Muids
Muids ist eine französische Gemeinde mit 864 Einwohnern (Stand: 1. Januar 2022) im Département Eure in der Region Normandie. Sie gehört zum Arrondissement Les Andelys und zum Kanton Les Andelys. Die Einwohner werden Muidsiens genannt.

## Geographie
Muids liegt etwa 38 Kilometer südöstlich von Rouen an der Seine.
Nachbargemeinden von Muids sind Herqueville im Norden und Nordwesten, Daubeuf-près-Vatteville im Norden und Nordosten, La Roquette im Nordosten, Les Trois Lacs im Süden und Osten, Heudebouville im Süden und Südwesten, Vironvay im Westen und Südwesten sowie Andé im Westen und Nordwesten.

## Bevölkerungsentwicklung
| Jahr                      | 1962 | 1968 | 1975 | 1982 | 1990 | 1999 | 2006 | 2013 |
| Einwohner                 | 539  | 574  | 597  | 733  | 795  | 828  | 878  | 851  |
| Quelle: Cassini und INSEE |      |      |      |      |      |      |      |      |

## Sehenswürdigkeiten

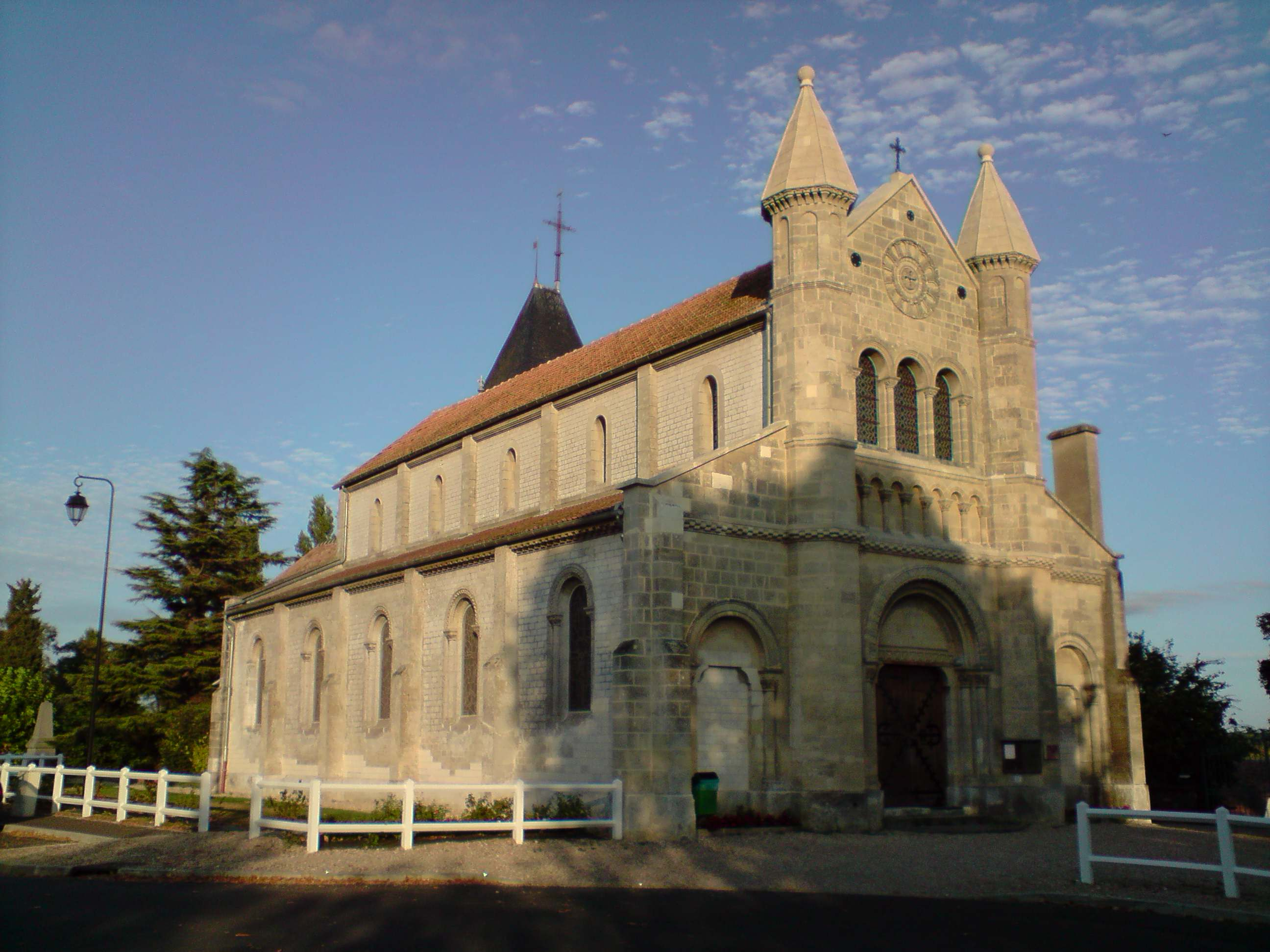
Kirche Saint-Pierre

- Kirche Saint-Hilaire aus dem 11. Jahrhundert, seit 2009 Monument historique
- Wassermühle aus dem 17. Jahrhundert, seit 2006 Monument historique
- Herrenhaus von Le Bout-de-la-Ville aus dem 18. Jahrhundert
- Schloss aus dem 17. Jahrhundert